# Bento Porto
Bento Souza Porto (Poxoréu, 21 de março de 1943 — Cuiabá, 19 de setembro de 2010) foi um engenheiro agrônomo e político brasileiro, outrora deputado federal por Mato Grosso.

## Biografia
Filho de Elesbão Sousa Porto e Ernestina Sousa Porto. Formou-se engenheiro agrônomo em 1966 na Universidade Federal de Viçosa, instituição pela qual obteve o Mestrado em Economia Rural três anos depois. Diretor do Departamento de Planejamento do Estado no governo Pedro Pedrossian e diretor de colonização da Companhia de Desenvolvimento de Mato Grosso (CODEMAT) no governo José Fragelli, assessorou Alysson Paulinelli quando este serviu ao Governo Ernesto Geisel como ministro da Agricultura.
Secretário de Planejamento e presidente da Companhia de Desenvolvimento de Mato Grosso durante o governo José Garcia Neto, deixou tais cargos para candidatar-se a senador numa sublegenda da ARENA em 1978, perdeu a disputa e foi realocado como primeiro suplente de Vicente Vuolo ao final da votação, conforme previa a legislação vigente. Após ingressar no PDS com o fim do bipartidarismo, integrou a Comissão Fundiária do Estado e presidiu a Associação dos Criadores de Mato Grosso antes de assumir uma diretoria no Banco da Amazônia. Eleito deputado federal em 1982, ausentou-se na votação da emenda Dante de Oliveira em 1984 e sufragou Paulo Maluf no Colégio Eleitoral em 1985, o que não impediu sua filiação ao PFL pouco tempo depois. Candidato a senador por esta legenda em 1986, mas nao assumiu.
Afastou-se da política por dez anos até assumir os cargos de secretário de Saúde e secretário de Planejamento a partir de 1997 quando Roberto França assumiu a prefeitura de Cuiabá. Tempos depois assinou filiação ao PDT, mas disputou sua última eleição como candidato a governador de Mato Grosso via PSC em 2006, não obtendo êxito.
Faleceu na capital mato-grossense vítima de câncer, deixando seis filhos, sendo 4 (Rondon, Ricardo, Rebeca e Rachel) de sua falecida esposa Terezinha Soares de Andrade Porto.
Obras Publicadas:
Análise Econômica dos Sistemas de Transportes de Gado de Mato Grosso para São Paulo; Tese de Mestrado, (Escola de Pós-Graduação da Universidade Federal de Viçosa, MG), 1969; Subsídios para a Ação do Governo Federal na Amazônia, Sec. Planejamento, Mato Grosso, 1972.